# Nir Ecjon
Nir Ecjon (hebr. ניר עציון) – moszaw położony w Samorządzie Regionu Chof ha-Karmel, w dystrykcie Hajfa, w Izraelu.

## Położenie
Leży w południowej części masywu Góry Karmel, w otoczeniu wioski komunalnej En Hod i wioski arabskiej Ajn Haud.

## Historia
Pierwotnie znajdował się tutaj pochodzący z XII wieku zamek krzyżowców. Podczas muzułmańskiego podboju Palestyny zamek został zniszczony, a w jego otoczeniu powstała arabska wioska Ein Hawd. Została nazwana na cześć kurdyjskiego dowódcy Abu al-Hija, który w XII wieku wziął udział w podboju Palestyny przez wojska Saladyna. Jej mieszkańcy zostali wygnani podczas wojny o niepodległość 16 lipca 1948. Po zakończeniu wojny, 35 członków arabskiej rodziny Abu al-Hija po zwolnieniu z izraelskiego obozu jenieckiego powróciło na swoją ziemię. Założyli oni nową wieś Ajn Haud, położoną około 2 km od swojego dawnego miejsca położenia.
Współczesna osada została założona w 1950 roku przez żydowskich imigrantów z Europy oraz ocalonych mieszkańców zniszczonych przez wojska egipskie i jordańskie podczas wojny o niepodległość w 1948 roku osiedli Kefar Ecjon i Be’erot Jicchak. Pierwotnie był to kibuc, jednak w 1953 roku przemianowano go na moszaw. W październiku 1998 roku okoliczne lasy zostały zniszczone przez olbrzymi pożar, który zniszczył także część domów w tutejszych trzech osadach. Ewakuowano wówczas ich mieszkańców. Obecnie trwają prace przy ponownym zalesianiu tych wzgórz.

## Edukacja i kultura
W moszawie znajduje się szkoła podstawowa oraz szkoła religijna. Jest tu także ośrodek kultury, biblioteka oraz basen pływacki.

## Gospodarka
Gospodarka moszawu opiera się na intensywnym rolnictwie i turystyce.

## Komunikacja
Z moszawu wychodzi w kierunku zachodnim droga nr 7111, którą dojeżdża się do wioski En Hod, a następnie do drogi ekspresowej nr 4.